# Vladimir Šore
Vladimir Šore (Split, 6. svibnja 1880. – Split, 20. travnja 1965.), bivši predsjednik Hajduka, spominje se kao peti suosnivač kluba, i četvrti predsjednik Hajduka na čijem je položaju od od 5. listopada 1913. do 6. srpnja 1921., zamijenivši Grgu Anđelinovića.

## Životopis
Rodio se je u Splitu. U rodnom gradu završio je Veliku realku. Studirao je građevinu na građevinskom fakultetu u Grazu na kojem je diplomirao 1906. godine. U športu je bio aktivan i prije nego što je osnovan Hajduk. Bio je član splitskog ogranka Hrvatskog sokola. U tom je svojstvu bio sudionik pripreme prve javne nogometne utakmice u splitskom okružju, a to je bila utakmica koji su splitski sokolaši odigrali 21. lipnja 1903. prigodom izleta u Trogir. S kolegama je došao u Trogir nekoliko dana prije radi ucrtavanja crta na igralištu i postavljanja gredica za branke. Šest godina poslije Šore je pojavljuje među suosnivačima splitskog Šport kluba. 
U svojim sjećanjima jedan od osnivača Hajduka Lucijan Stella svjedoči kako je zajedno s Fabijanom Kaliternom "ukopčao" poznatog športaša i graditelja Vladimira Šoru. Svjedoči da su njih trojica bili potpisnici molbe za osnivanje kluba. 
Nakon nekoliko predsjednika čiji je mandat bio jednogodišnji, Šore je predsjedavao osam godina Hajdukom. Duljini mandata pridonio je i Veliki rat, no za to vrijeme Hajduk nije prestao postojati. Šore se 1918. i 1919. mnogo angažirao da klub počne opet raditi. Trebalo je nekako sastaviti momčad, od koje je dio poginuo, razbolio se, ostario, a dio se je razasuo po svijetu. 
Na dne kad je osnovan Splitski nogometni podsavez, Šore je izabran za prvog predsjednika. Dužnost je obnašao do 1921. godine. Iste je godine postao član uprave Biciklističkog kluba Splita. Osim ovih športova, Šore je bio aktivan i u mačevanju i plivanju. 
Vladimir Šore bio je ugledni građevinski poduzetnik u Splitu svog vremena. Često je vlastitim novce pomagao Hajduk. 
1930-ih godina poslovne obveze i zdravstveno stanje udaljiile su ga iz športa. Na Hajdukovim je utakmica bio redovni posjetitelj sve do duboke starosti. 
Umro je 1965. godine. Pokopan je na Lovrincu.